# Beverly Anderson
Pour les articles homonymes, voir Anderson.
Beverly Jacques Anderson (née en 1943) est une mathématicienne américaine et professeure émérite à l'université du district de Columbia. Dans les années 1990, elle a travaillé à l'Académie nationale des sciences en tant que directrice des programmes pour les minorités du Conseil de l'enseignement des sciences mathématiques et a dirigé le programme Making Mathematics Work for Minorities.

## Enfance et éducation
Anderson a grandi dans le 7e quartier (en) de la Nouvelle-Orléans à une époque de ségrégation raciale. Elle est née d'Alvin Joseph et de Dorothy Ann, qui n'ont jamais terminé leurs études secondaires,. Anderson a fréquenté l'école normale Valena C. Jones, une école primaire. Elle a fréquenté un lycée pour Afro-Américains, où elle excellait en mathématiques. Elle a obtenu un baccalauréat en mathématiques à l'université Dillard. Elle a été le premier membre de sa famille à quitter la Nouvelle-Orléans lorsqu'elle a déménagé à l'université Howard pour ses études supérieures. Elle a obtenu un doctorat à l'université catholique d'Amérique en 1978n avec une thèse intitulée « Facilitating the Learning of General Abstract Denotative Concepts in Mathematics ».

## Recherche et carrière
Anderson a commencé à enseigner les mathématiques à l'université du district de Columbia en 1969. Elle a reçu l'un des prix de la faculté de l'Initiative de la Maison Blanche pour les collèges et universités historiquement noirs. Elle a pris un congé pour rejoindre le Conseil national de la recherche de l'Académie nationale des sciences en 1988, où elle a lancé le programme Making Mathematics Work for Minorities,. Le programme avait trois objectifs : attirer l'attention nationale sur le besoin d'étudiants appartenant à des minorités en mathématiques, identifier les meilleures pratiques en matière d'enseignement des mathématiques pour les étudiants appartenant à des minorités et développer une stratégie et une alliance nationales pour améliorer l'enseignement des mathématiques. Elle a organisé une série d'ateliers à travers le pays, partageant des idées sur la façon d'aider les minorités à exceller en mathématiques. Anderson a fait valoir qu'enseigner les mathématiques sans reconnaître le préjugé culturel qui favorisait les étudiants alignés sur la tradition européenne pourrait désavantager considérablement les personnes de couleur.
Anderson a identifié que les étudiants des minorités inscrits dans des programmes collégiaux de deux ans étaient 20% moins susceptibles d'obtenir un baccalauréat que ceux qui ont commencé dans des programmes de quatre ans. Elle a souligné que les programmes scolaires de mathématiques devaient être maintenus à long terme, pour que les écoles magnétiques soutiennent la profession enseignante et pour des programmes collégiaux complets de quatre ans.
Au cours de sa carrière de 40 ans à l'Université du district de Columbia, Anderson a été professeure de mathématiques, directrice du département de mathématiques et doyenne du Collège des arts et des sciences. Elle a été nommée Provost et vice-présidente des affaires académiques en 1997, ; cependant, sa nomination comme prévôte a été annulée en 1999 après qu'on a jugé qu'elle avait été faite sans une recherche appropriée. Elle est restée consultante pour le programme d'enseignement des mathématiques de l'Académie nationale des sciences, en tant que consultante pour le rapport Everybody Counts en 2000. En 2013, Anderson a été nommée au conseil scolaire du comté de Prince George.